# Saint-Thurien (Finisterre)
Saint-Thurien (en bretó Sant-Turian) és un municipi francès, situat a la regió de Bretanya, al departament de Finisterre. L'any 2006 tenia 869 habitants.

## Demografia
| 1962                                       | 1968  | 1975 | 1982 | 1990 | 1999 |  |
| ------------------------------------------ | ----- | ---- | ---- | ---- | ---- |  |
| 1.201                                      | 1.054 | 967  | 925  | 883  | 843  |  |
| Des de 1962: població sense dobles comptes |       |      |      |      |      |  |

## Administració
| Període | Identitat    | Partit |
| ------- | ------------ | ------ |
| 2001-   | Joël Derrien |        |